# Гусев, Николай Евгеньевич
Николай Евгеньевич Гусев (род. 12 мая 1957 года, Ленинград, СССР) — российский и советский композитор, рок-музыкант, сооснователь группы «АВИА», клавишник групп «Странные игры», «НОМ».
Родился и вырос в Ленинграде. Окончил ЛЭТИ и Музыкальное училище при Ленинградской консерватории (класс «джазовое фортепиано»).
Дебютировал в студенческой группе «Лабиринт». В 1979 году вошёл в состав группы «Аргонавты», игравшей бит и рок-н-ролл. В 1980 году, продолжая сотрудничать с «Аргонавтами», вошёл в состав группы «Барокко», игравшей арт-рок и джаз-рок, до 1981 года работал в двух коллективах.
В 1982 году перешёл в «Странные игры», в которой играл вплоть до распада группы в 1986 году. В 1983 году собрал группу «Стандарт», исполнявшую рок-н-ролльный репертуар; в те же годы выступал с блюзовым коллективом «Блюз-мотор» и с в дуэте с Сергеем Курёхиным. После распада «Странных игр» стал одним из основателей «АВИА», с которым выступал вплоть до середины 1990-х годов. В «АВИА» совмещал функции композитора, основного вокалиста, клавишника, автора текстов. Басовые партии также исполнял Гусев на клавишных (бас-гитара в коллективе не использовалась).
В 1990-е годы Гусев работал в киноиндустрии, на радио и телевидении, в прессе и на студии звукозаписи «Indie». Является автором музыки к фильмам «Восточный проект» финского режиссёра Рейо Никкеля, «Фантомас снимает маску» и «Звёздный ворс» (оба фильма — студии «НОМфильм»).
В 1996 году выпувстил сольные альбомы — «Исправленному — верить!» (римейки песен классиков рок-н-ролла и бита) и «Танцы настоящего мужчины». В 1998 году вошёл в состав группы «НОМ» в качестве композитора, аранжировщика и клавишника, с которой играет по состоянию на 2023 год.
Принимал участие в реанимировании «Странных игр» в 1992 году и «АВИА» в 2010-е годы.

## Дискография
Странные игры
- Метаморфозы (1983)
- Концерт в Ленэнерго (1984-85)
- Смотри в оба (1986)

АВИА
- Жизнь и творчество композитора Зудова (1986)
- Бомбей (1986)
- АВИА Всем! (1988)
- AVIA (1990)
- Ура! (1991)
- Песни о природе и любви (1994)
- Жизнь после жизни (1995)

Сольные альбомы
- Исправленному — верить! (1996)
- Танцы настоящего мужчины (1996)

НОМ
- Жир (1997)
- Liveжир (1998)
- Extracompact (2000)
- Очень отличный концерт (2001)
- НОМ-15 (2002)
- 8 УЕ (2002)
- Russisches schwein (2003)
- Альбом реального искусства (2004)
- Более мощный (2005)
- Фантомас снимает маску. OST (2008)
- Концерт в золотом составе (2009)
- Превыше всего (2009)
- В мире животных (2013)
- Семеро смертных (2014)
- Оттепель (2016)
- Я тебя услышал (2018)